# Diócesis de Ban Mê Thuột
La diócesis de Ban Mê Thuột (en latín: Dioecesis Banmethuotensis y en vietnamita: Giáo phận Ban Mê Thuột) es una circunscripción eclesiástica de la Iglesia católica en Vietnam. Se trata de una diócesis latina, sufragánea de la arquidiócesis de Huế, que es sede vacante desde el 19 de marzo de 2022.

## Territorio y organización
La diócesis tiene 24 474 km² y extiende su jurisdicción sobre los fieles católicos de rito latino residentes en las provincias de Đắk Lắk, Đăk Nông y gran parte de la de Bình Phước.
La sede de la diócesis se encuentra en la ciudad de Buôn Ma Thuột (o Ban Mê Thuột), en donde se halla la Catedral del Sagrado Corazón.
En 2020 en la diócesis existían 118 parroquias.

## Historia
La diócesis fue erigida el 22 de junio de 1967 con la bula Qui Dei benignitate del papa Pablo VI, obteniendo el territorio de las diócesis de Ðà Lat y de Kontum.

## Estadísticas
De acuerdo al Anuario Pontificio 2021 la diócesis tenía a fines de 2020 un total de 459 227 fieles bautizados.
| Año                                                                             | Población            | Población | Población      | Sacerdotes | Sacerdotes    | Sacerdotes    | Bautizados por sacerdote | Diáconos permanentes | Religiosos | Religiosos | Parroquias |
| Año                                                                             | Bautizados católicos | Total     | % de católicos | Total      | Clero secular | Clero regular | Bautizados por sacerdote | Diáconos permanentes | Varones    | Mujeres    | Parroquias |
| ------------------------------------------------------------------------------- | -------------------- | --------- | -------------- | ---------- | ------------- | ------------- | ------------------------ | -------------------- | ---------- | ---------- | ---------- |
| 1970                                                                            | 48 794               | 282 132   | 17.3           | 66         | 63            | 3             | 739                      |                      | 12         | 35         | 38         |
| 1979                                                                            | 66 854               | 600 000   | 11.1           | 60         | 60            |               | 1114                     |                      | 19         | 134        | 34         |
| 1995                                                                            | 150 000              | 1 500 000 | 10.0           | 50         | 48            | 2             | 3000                     |                      | 2          | 137        | 78         |
| 2000                                                                            | 252 441              | 2 100 000 | 12.0           | 72         | 70            | 2             | 3506                     |                      | 7          | 180        | 48         |
| 2001                                                                            | 262 480              | 1 900 000 | 13.8           | 72         | 70            | 2             | 3645                     |                      | 7          | 180        | 51         |
| 2002                                                                            | 281 843              | 1 900 000 | 14.8           | 74         | 70            | 4             | 3808                     |                      | 9          | 245        | 52         |
| 2004                                                                            | 303 368              | 1 900 000 | 16.0           | 74         | 70            | 4             | 4099                     |                      | 55         | 280        | 51         |
| 2006                                                                            | 317 726              | 2 581 000 | 12.3           | 105        | 93            | 12            | 3025                     |                      | 32         | 293        | 59         |
| 2012                                                                            | 388 615              | 2 684 047 | 14.5           | 128        | 108           | 20            | 3036                     |                      | 92         | 466        | 98         |
| 2015                                                                            | 418 280              | 2 862 811 | 14.6           | 172        | 133           | 39            | 2431                     |                      | 126        | 515        | 101        |
| 2018                                                                            | 440 942              | 2 955 911 | 14.9           | 192        | 141           | 51            | 2296                     | 13                   | 144        | 706        | 106        |
| 2020                                                                            | 459 227              | 3 016 820 | 15.2           | 223        | 158           | 65            | 2059                     |                      | 115        | 350        | 118        |
| Fuente: Catholic-Hierarchy, que a su vez toma los datos del Anuario Pontificio. |                      |           |                |            |               |               |                          |                      |            |            |            |

## Episcopologio
- Pierre Nguyên Huy Mai † (22 de junio de 1967-4 de agosto de 1990 falleció)
- Joseph Trinh Chinh Truc † (4 de agosto de 1990 por sucesión-29 de diciembre de 2000 retirado)
- Joseph Nguyên Tich Duc † (29 de diciembre de 2000 por sucesión-17 de mayo de 2006 renunció)
  - Sede vacante (2006-2009)
- Vincent Nguyên Van Ban (21 de febrero de 2009-19 de marzo de 2022 nombrado obispo de Hải Phòng)
  - Vincent Nguyên Van Ban, desde el 19 de marzo de 2022 (administrador apostólico)